# Hipólito Pichardo
Hipólito Antonio Pichardo Balbina (nacido el 22 de agosto de 1969 en Esperanza) es un ex lanzador dominicano que jugó en las Grandes Ligas de Béisbol para tres equipos entre 1992 y 2002.
Pichardo tuvo diversas funciones como lanzador, desde abridor o saliendo desde el bullpen como cerrador hasta relevista intermedio. Llegó a las Grandes Ligas en 1992 con los Reales de Kansas City, pasó siete años consecutivos con ellos antes de pasar a los Medias Rojas de Boston (2000-01) y los Astros de Houston (2002). Disfrutó de una excelente temporada de novato, cuando terminó con un récord de 9-6 y una efectividad de 3.95 en 24 aperturas, incluyendo  una blanqueada permitiendo solo un hit contra los Medias Rojas de Boston.
En 1993, Pichardo se fue de 7-8 y puso un récord en su carrera en ponches (74) y entradas lanzadas (165). Después de eso, sufrió problemas en el brazo y fue degradado al bullpen. En 1999 fue operado del codo derecho y perdió toda la temporada. Regresó en el 2000 con los Medias Rojas y se fue de 6-3 con una apertura y un salvamento en 38 apariciones. Después de irse de 2-1 en 2001, terminó solo un tercio de entrada con Houston en 2002, su última temporada de Grandes Ligas.
En una carrera de 10 temporadas, Pichardo terminó con un récord de 50-44 con una efectividad de 4.44 y 20 salvamentos en 350 juegos, incluyendo 68 aperturas.